# Tagatóza
Tagatóza je monosacharid patřící mezi hexózy a ketózy, který se nachází v některých potravinách a byl navržen jako náhradní sladidlo.
Tato látka vzniká při zahřívání mléka, a tak se často vyskytuje v mléčných výrobcích. Vzhledem se podobá sacharóze a dosahuje 92 % její sladkosti, ale pouze 38 % energetické hodnoty. Protože se tagatóza metabolizuje jinak než sacharóza, tak má jen malý vliv na koncentrace glukózy a inzulinu v krvi. Dávka tagatózy více než 30 gramů může způsobit žaludeční potíže, protože je zpracovávána především v tlustém střevě.

## Výroba
Tagatóza se v přírodních zdrojích nachází jen v malých množstvích. Výroba začíná u laktózy, která je hydrolyzována na glukózu a galaktózu, přičemž galaktóza se následně v zásaditém prostředí izomerizuje působením hydroxidu vápenatého na D-tagatózu.
Za podmínek Meerweinovy-Ponndorfovy-Verleyovy redukce se tetra-O-benzylgalaktóza mění na tetra-O-benzyltagatózu; benzylové skupiny lze poté odstranit hydrogenolýzou a vytvořit tak tagatózu.
Tagatózu je možné získat i enzymatickou kaskádovou reakcí ze škrobu nebo maltodextrinu.

## Použití jako sladidlo
Použití D-tagatózy jako sladidla navrhl Gilbert Levin; v roce 1988 objevil postup její levné výroby.
Nízká energetická hodnota je způsobena podobností s L-fruktózou.

## Vlastnosti
Tagatóza má podobnou sladkost jako glukóza, ale její glykemický index (GI) je mnohem nižší; u glukózy činí (podle definice) 100, sacharóza má GI 68, fruktóza 24 a u tagatózy je ještě nižší.
Vysoké koncentrace glukózy v krvi mohou způsobit diabetes 2. typu zvýšením míry glykačního stresu oproti oxidačnímu a také nárůstem úrovní inzulinu; při dlouhodobém užívání stavy s nízkým glykemickým indexem se riziko diabetu 2. typu, ischemické choroby srdeční a věkem podmíněné makulární degenerace snižuje.